# Girls of Summer Tour
Girls of Summer Tour – siedemnasta trasa koncertowa grupy muzycznej Aerosmith, obejmująca tylko Amerykę Północną; w jej trakcie odbyło się pięćdziesiąt jeden koncertów.

## Program koncertów
1. "Toys In The Attic"
2. "Back In The Saddle"
3. "Same Old Song And Dance"
4. "Girls of Summer"
5. "Sweet Emotion"
6. "What It Takes"
7. "Big Ten Inch Record"
8. "Dream On"
9. "Walking the Dog"
10. "I Don’t Want to Miss a Thing"
11. "Last Child"
12. "Jaded"
13. "Pink"
14. "Stop Messin' Around"
15. "Lord of the Thighs"
16. "Cryin'"
17. "Dude (Looks Like A Lady)"
18. "Draw the Line"
19. "Walk this Way"

Rzadziej grane:
1. "Mama Kin"
2. "Love in an Elevator"
3. "Big Ten Inch Record"
4. "Monkey on My Back"
5. "Janie's Got a Gun"

## Lista koncertów
1. 13 sierpnia 2002 – Holmdel, New Jersey, USA – PNC Bank Arts Center
2. 15 sierpnia 2002 – Burgettstown, Pensylwania, USA – Post-Gazette Pavillion
3. 17 sierpnia 2002 – Hershey, Pensylwania, USA – HersheyPark Stadium
4. 20 sierpnia 2002 – Bristow, Wirginia, USA – Nissan Pavilion
5. 22 sierpnia 2002 – Mansfield, Massachusetts, USA – Tweeter Center
6. 24 sierpnia 2002 – Mansfield, Massachusetts, USA – Tweeter Center
7. 26 sierpnia 2002 – Mansfield, Massachusetts, USA – Tweeter Center
8. 28 sierpnia 2002 – Wantagh, Nowy Jork, USA – Nikon at Jones Beach Theater
9. 30 sierpnia 2002 – Wantagh, Nowy Jork, USA – Nikon at Jones Beach Theater
10. 1 września 2002 – Tinley Park, Illinois, USA – Tweeter Center
11. 3 września 2002 – Toronto, Kanada – Molson Canadian Amphitheatre
12. 5 września 2002 – Hartford, Connectictut, USA – Meadowsm Music Theatre
13. 7 września 2002 – Camden, New Jersey, USA – Tweeter Waterfront Center
14. 10 września 2002 – Scranton, Pensylwania, USA – Montage Mountain Performings Arts Center
15. 12 września 2002 – Cuyahoga Falls, Ohio, USA – Blossom Music Center
16. 14 września 2002 – East Troy, Wisconsin, USA – Alpine Valley Music Theater
17. 16 września 2002 – Columbus, Ohio, USA – Polaris Amphitheater
18. 18 września 2002 – Clarkston, Michigan, USA – DTE Energy Music Theatre
19. 20 września 2002 – Cincinnati, Ohio, USA – Riverbend Music Center
20. 22 września 2002 – Noblesville, Indiana, USA – Verizon Wireless Music Center
21. 2 października 2002 – Maryland Heights, Missouri, USA – UMB Bank Pavilion
22. 4 października 2002 – Nashville, Tennessee, USA – Starwood Amphitheatre
23. 6 października 2002 – Bonner Springs, Kansas, USA – Sandstone Amphitheater
24. 8 października 2002 – Charlotte, Karolina Północna, USA – Verizon Wireless Amphitheater
25. 10 października 2002 – Richmond, Wirginia, USA – Innsbrook After House
26. 12 października 2002 – Raleigh, Karolina Północna, USA – Alltel Pavilion at Walnut Creek
27. 14 października 2002 – Atlanta, Georgia, USA – HiFi Buys Amphitheatre
28. 17 października 2002 – Tampa, Floryda, USA – St. Pete Times Forum
29. 19 października 2002 – West Palm Beach, Floryda, USA – Sound Advice Amphitheatre
30. 22 października 2002 – Bossier City, Luizjana, USA – CenturyTel Center
31. 24 października 2002 – Nowy Orlean, Luizjana, USA – New Orleans Arena
32. 26 października 2002 – Fort Worth, Teksas, USA – Texas Motor Speedway
33. 28 października 2002 – Selma, Teksas, USA – Verizon Wireless Amphitheater
34. 30 października 2002 – The Woodlands, Teksas, USA – Cynthia Woods Michelle Pavillon
35. 1 listopada 2002 – Phoenix, Arizona, USA – Cricket Pavilion
36. 3 listopada 2002 – Los Angeles, Kalifornia, USA – Hollywood Bowl
37. 5 listopada 2002 – Chula Vista, Kalifornia, USA – Coors Amphitheater
38. 9 listopada 2002 – Paradise, Nevada, USA – MGM Grand Garden Arena
39. 12 listopada 2002 – Tacoma, Waszyngton, USA – Tacoma Dome
40. 14 listopada 2002 – Mountain View, Kalifornia, USA – Shoreline Amphitheatre
41. 15 listopada 2002 – Wheatland, Kalifornia, USA – Autowest Amphitheater
42. 2 grudnia 2002 – Fort Wayne, Indiana, USA – Allen County War Memorial Coliseum
43. 4 grudnia 2002 – Memphis, Tennessee, USA – Pyramid Arena
44. 6 grudnia 2002 – Valley Center, Kansas, USA – Kansas Coliseum
45. 8 grudnia 2002 – Denver, Kolorado, USA – Pepsi Center
46. 10 grudnia 2002 – Minneapolis, Minnesota, USA – Target Center
47. 13 grudnia 2002 – Detroit, Michigan, USA – Joe Louis Arena
48. 15 grudnia 2002 – Grand Rapids, Michigan, USA – Van Andel Arena
49. 17 grudnia 2002 – University Park, Pensylwania, USA – Bryce Jordan Center
50. 19 grudnia 2002 – Filadelfia, Pensylwania, USA – First Union Center
51. 21 grudnia 2002 – Waszyngton, USA – MCI Center